# テンギズ・アブラゼ
テンギズ・アブラゼ（თენგიზ აბულაძე, Tengiz Abuladze; 1924年1月31日 - 1994年3月6日）は、グルジア人映画監督。

## 略歴
1924年、クタイシに生れる。1943年から1946年までトビリシ演劇大学で学ぶ。その後、モスクワの全ロシア国立映画大学を1952年に卒業。1953年より映画監督としてグルジア映画社に勤務。短篇ドキュメンタリー作品の制作を始める。
『希望の樹』（1977年）、『懺悔』（1984年）などの作品で世界的に知られる。スターリン時代の恐怖政治の暗部を鋭く描いた『懺悔』は数年間ソ連当局によって発表が禁止されたが、1987年にソヴィエト連邦で一般公開されると大きな反響を呼び、ペレストロイカを象徴する映画となった。『祈り』『希望の樹』『懺悔』は「祈り三部作」または「懺悔三部作」と呼ばれる。
1980年にソ連人民芸術家の称号を受ける。1988年レーニン賞受賞。1990年から1991年までソ連邦人民代議員大会の代議員を務める。

## 作品
- 1953年 - 『我々の宮殿』（レヴァズ・チヘイゼ（ロシア語版、英語版）[注釈 1]と共作のドュメンタリー映画）
- 1954年 - 『国立グルジア民族舞踊団』（レヴァズ・チヘイゼと共作のドュメンタリー映画）
- 1955年 - 『青い目のロバ』または『マグダナのロバ（英語版）[4]』（レゾ・チヘイゼと共作、1956年 第9回カンヌ国際映画祭 最優秀短篇映画賞）
- 1958年 - 『他人の子供たち（ロシア語版、英語版）』
- 1962年 - 『僕とおばあさんとイリコとイラリオン（フランス語版）』
- 1965年 - 『スワネティのスケッチ』
- 1967年 - 『嘆願』または『祈り（英語版）[2][3]』
- 1971年 - 『愛する者への首飾り（英語版）』
- 1972年 - 『青空の下の博物館（ダゲスタン）』
- 1977年 - 『幸せの樹』または『希望の樹（英語版）[2][3]』（ダヴィッド・ディ・ドナテッロ最優秀外国映画賞）
- 1984年 - 『懺悔（英語版）[1]』（1987年カンヌ国際映画祭 審査員特別賞、国際批評家連盟賞、Prize of the Ecumenical Jury; 1988年 ゴールデングローブ最優秀外国語映画賞）
- 1989年 - 『ハジ・ムラート』